# Pierre Jalbert
Pierre Jalbert (9 de enero de 1925–22 de enero de 2014) fue un esquiador, actor y editor de películas y de sonido canadiense. Es principalmente conocido por su papel en la serie estadounidense de televisión de los años 60  Combat!.

## Educación
Su nombre completo era Joseph Jacques Pierre-Paul Jalbert y nació en la ciudad de Quebec, Quebec, Canadá. Se graduó en colegio de Ouellet y asistió a la Universidad Laval, donde  fue parte  del Cuerpo Universitario de Entrenamiento Aéreo durante Segunda Guerra Mundial.

## Carrera como esquiador
Fue campeón de Canadá de esquí en las categorías júnior y sénior.  En 1948, fue capitán del equipo de esquí olímpico de Canadá en St. Moritz, pero no pudo competir en los Juegos por sufrir una fractura de pierna durante una carrera de entrenamiento. En los años 50 se trasladó a los Estados Unidos y trabajó como instructor de esquí en Sun Valley, Idaho.

## Carrera como actor y editor
Después de los juegos olímpicos, trabajó en la National Film Board de Canadá. En 1952,  encontró un empleo en Hollywood como editor de películas en la MGM.
En 1961, a instancias de un agente amigo suyo, audicionó y consiguió el papel bilingüe de Paul "Caje" LeMay en la serie dramática de la ABC Combat! basada en hechos de la Segunda Guerra Mundial.  
Luego de la cancelación de la serie en 1967, Jalbert tuvo unos cuantos roles secundarios antes de regresar a su carrera como editor.  Pierre trabajó en El Padrino, incluyendo la famosa secuencia del bautismo en el clímax de la película. Fue nominado para un Premio Emmy  como editor de sonido en 1981 por la miniserie Shōgun. 
Jalbert se retiró en 1990.

## Muerte
Pierre Jalbert murió en Los Ángeles el 22 de enero de 2014 durante una estancia en el hospital tras sufrir un ataque al corazón en su cumpleaños, dos semanas antes.

## Filmografía (actor)
| Año       | Título                            | Función                       | Notas            |
| --------- | --------------------------------- | ----------------------------- | ---------------- |
| 1955      | Ski Crazy!                        | Psiquiatra                    |                  |
| 1962-1967 | Combate!                          | PFC Paul "Caje" LeMay         | 115 episodios    |
| 1967      | Misión: Imposible                 | Paul Lebarre                  | 1 episodio       |
| 1968      | The Virginian                     | Jules                         | 1 episodio       |
| 1969      | The Name of the Game              | Dr. Nieves                    | 1 episodio       |
| 1969      | Footprints on the Moon- Apollo 11 | Jules Verne                   | Voz              |
| 1971      | Night Gallery                     | Andrea Doria Agente del reloj |                  |
| 1971      | The Ski Bum                       | Roger                         |                  |
| 1974      | The Richard Petty Story           | Curtis Cross                  |                  |
| 1978      | Ski Lift to Death                 | Clevenger                     | Película para TV |
| 1979      | The Concorde ... Airport '79      | Henri                         |                  |
| 1983      | Good-bye, Cruel World             | Pierre                        |                  |